# Каро, Аннибале
Анни́бале Ка́ро (итал. Annibale Caro; 1507—1566) — итальянский писатель XVI века.

## Биография
Сын аптекаря, учился у гуманиста Родольфо Ирачинто, завершил образование во Флоренции. Поддерживал дружеские отношения с Бенедетто Варки. В 1530 переехал в Рим. Находился на службе у монсеньора Джованни Гадди; общался с литераторами, входившими в Академию виноградарей: Франческо Берни, Франческо Мольца, Клаудио Толомеи. Во время путешествия в Неаполь познакомился с Бернардо Тассо и Бернардино Телезио. С 1542 года — на службе у Пьера Луиджи Фарнезе, сына папы Павла III, исполнял по его поручению дипломатические миссии. После гибели своего покровителя в 1547 году, служил его сыну, кардиналу Алессандро Фарнезе. В 1555 г. возведён им в ранг командора Мальтийского ордена. С 1563 г. удалился от службы и жил на собственной вилле во Фраскати. Похоронен в Риме, в храме Сан-Лоренцо-ин-Дамазо.

## Творчество
Работал над переводом романа Лонга «Дафнис и Хлоя». В 1553 году написал канцону во славу дома Валуа «Придите под сень златых лилий» (Venite all’ombra de’gran gigli d’oro). Перевёл белыми стихами «Энеиду» Вергилия (1581). Переводил богословские труды Филиппа Меланхтона. Автор комедии «Оборванцы» (Gli Straccioni, 1582), сборника стихотворений в духе петраркизма (Rime, 1569), собрания писем (Lettere familiari, 1572—1575).

### Письма
Высокую оценку эпистолярию Каро даёт Мишель Монтень в «Опытах»:
Величайшие мастера составлять письма — итальянцы. У меня, если не ошибаюсь, не менее ста томов таких писем; лучшие из них, по-моему, письма Аннибале Каро.
Особый интерес для историков искусства представляет письмо Каро, адресованное Джорджо Вазари и датированное 15 декабря 1547 года. В нём содержится отклик на рукопись «Жизнеописаний», которую Вазари предложил вниманию своего друга. Каро высоко оценивает литературные достоинства книги Вазари и фактически предсказывает ей бессмертие.